# Love Mi Ladies (chanson)
Love Mi Ladies est une chanson de l'artiste français Oryane, en collaboration avec le chanteur jamaïcain Sean Paul. Le titre sort le 10 janvier 2020 sous les labels Scorpio Music et El Cartel Music.
La chanson est écrite par Karim Thomson et Sean Paul, et produite par Mounir Belkhir et Oryane Wilson.
Le clip officiel, sorti en février 2020, cumule plus de 45 millions de vues au 31 mai 2025. 

## Clip vidéo
Le clip officiel de Love Mi Ladies est publié le 7 février 2020 sur la chaîne YouTube du label Scorpio Music. Il est ensuite mis en ligne le 2 avril 2020 sur la chaîne YouTube de Sean Paul, également via le label Scorpio Music.
Le clip cumule plus de 45 millions de vues sur la chaîne de Sean Paul au 31 mai 2025.

## Liste des pistes

### CD-Single
1. Love Mi Ladies – 2:41
2. Love Mi Ladies (French Version) – 2:56
3. Love Mi Ladies (NJ Remix) – 2:56
4. Love Mi Ladies (Sanković Remix) – 3:20[3]